# Simeão Metafrasta

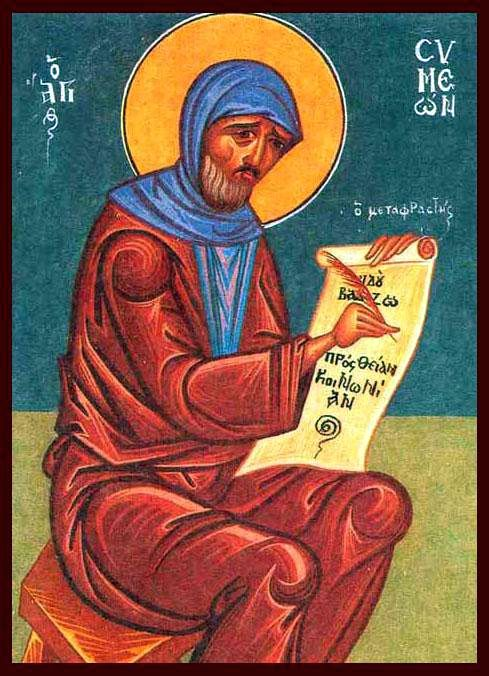
Simeão Metafrasta
Ícone russo.

Simeão Metafrasta (ou Simão), também chamado de Leão Gramático (em latim: Leo Grammaticus) e Simeão Logóteta (cargo bizantino), foi o autor de um sinaxário (um menológio - coleção de pequenas hagiografias) medieval em grego, em 10 volumes. Ele viveu na segunda metade do século X e pouco se sabe sobre a sua vida. A Igreja Ortodoxa o honra como um santo, comemorado no dia 9 de novembro.

## Vida e obras
Metafrasta foi o mais renomado entre os hagiógrafos bizantinos. Os acadêmicos se dividiram no passado sobre o período em que ele teria vivido, com datas variando entre o século IX e o XIV sugeridas. Atualmente, é geralmente aceita a segunda metade do século X como sendo a mais correta. 
Ainda mais divergências existiram sobre as vidas dos santos que foram escritas por ele e, novamente, a solução do problema foi estudar a composição dos grandes menológios gregos. O Menológio de Metafrasta é uma coleção de biografias de santos para os doze meses do ano, facilmente reconhecível entre coleções análogas, e composta por aproximadamente 150 seções diferentes, algumas das quais retiradas de coleções mais antigas enquanto que outras foram adicionadas posteriormente.
Entre outras obras atribuídas a ele (sem nenhuma certeza) estão a "Crônica", uma coleção canônica, algumas cartas e poemas, e outras obras de importância menor. A grande popularidade de Simeão deve-se ao Menológio.